# Lattara

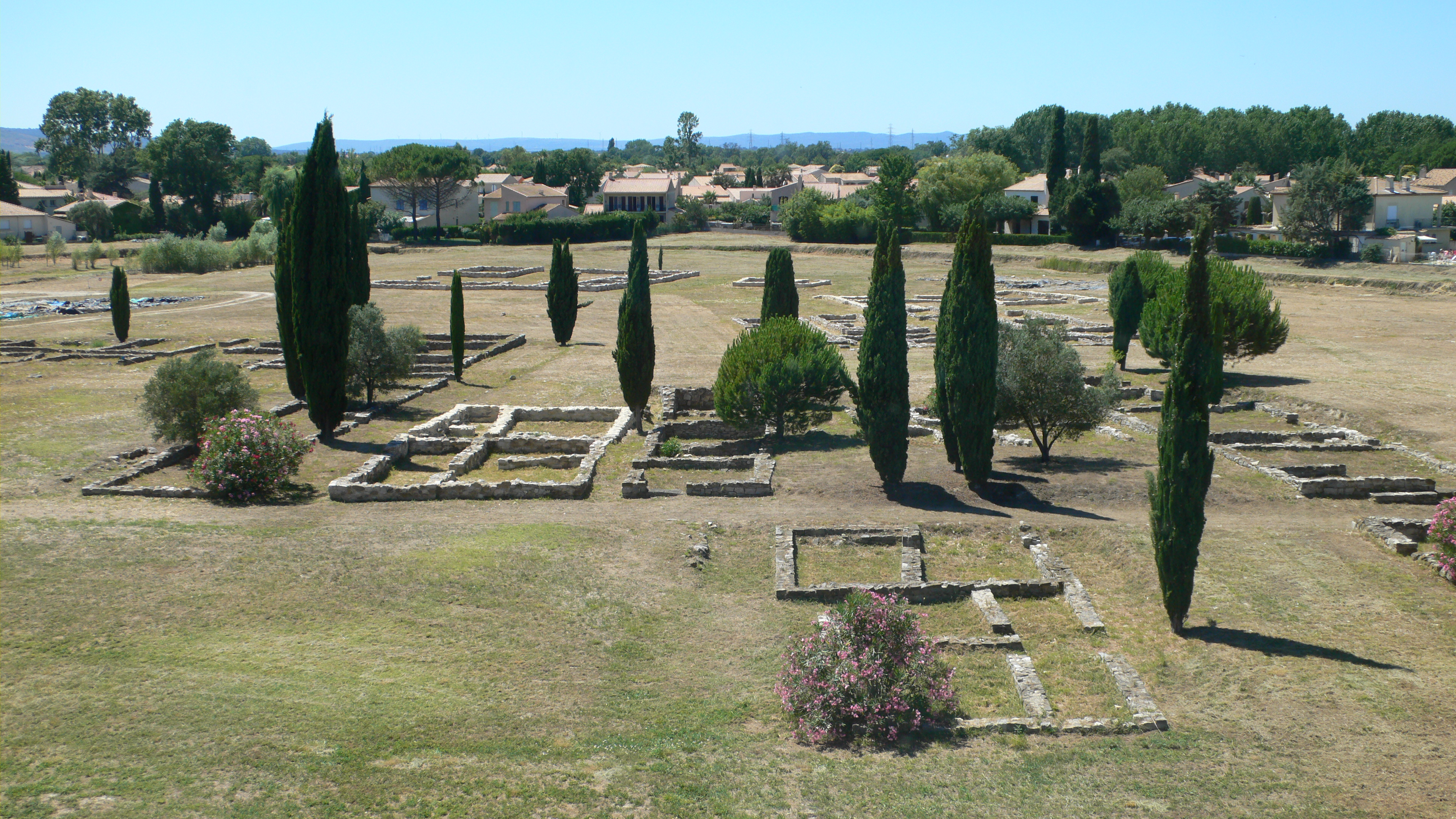
Vista del sito archeologico di Lattara dal Museo Henri-Prades

Lattara è un'antica città portuale citata più volte da autori latini. Scoperta nel 1963, corrisponde alla moderna città di Lattes, situata nel dipartimento di Hérault in Linguadoca-Rossiglione, nella Francia sud-occidentale. Il sito ospita il Museo Archeologico di Lattes.

## Storia

### Toponimo
L'origine gallica del nome Latera come quella di Arles, Arelate, deriva dai termini are, "davanti" o "vicino", e latis, "palude" o "fiume", il toponimo significa quindi la città del fiume e della palude..

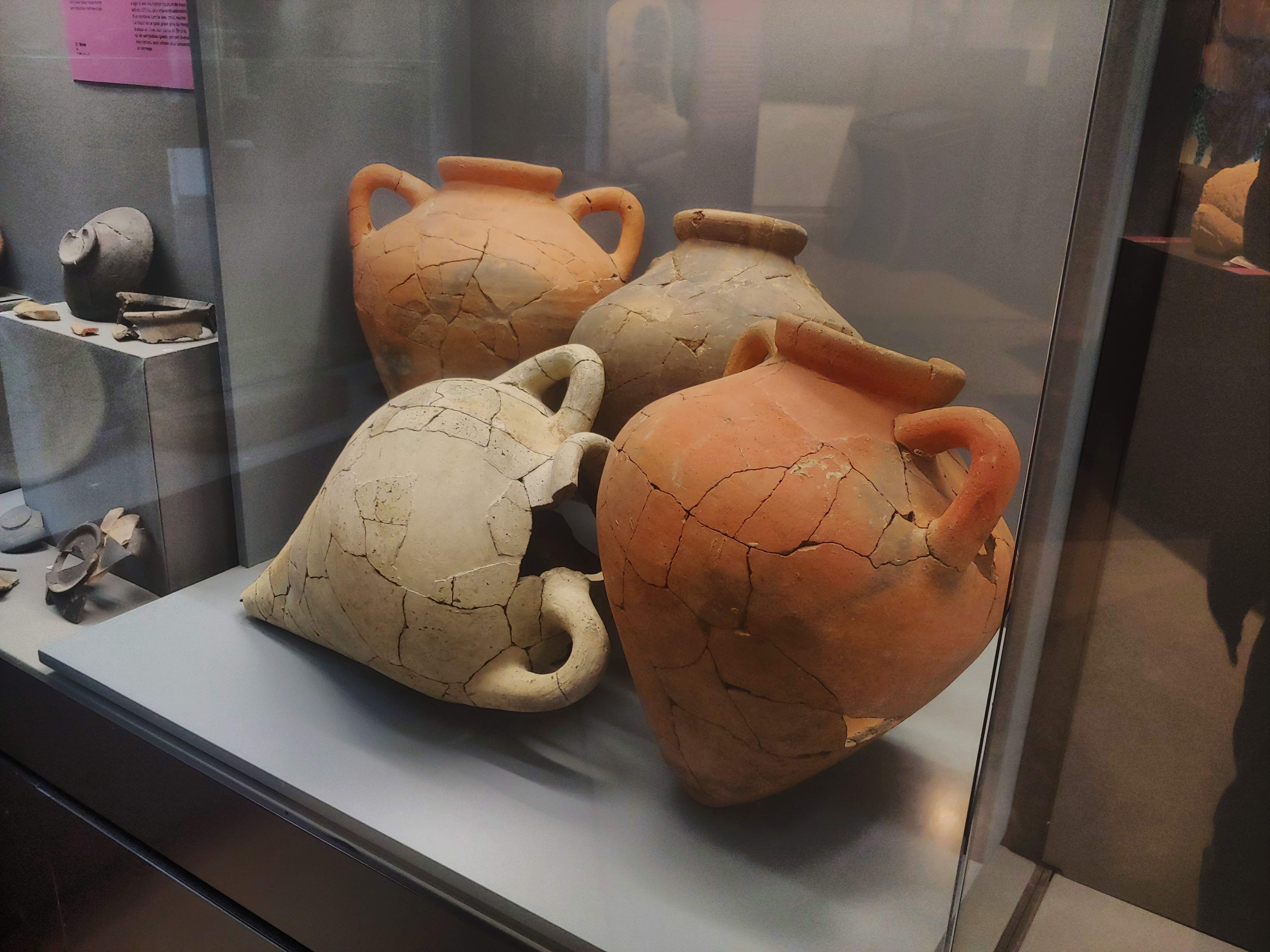
Ceramica gallica a Lattara.

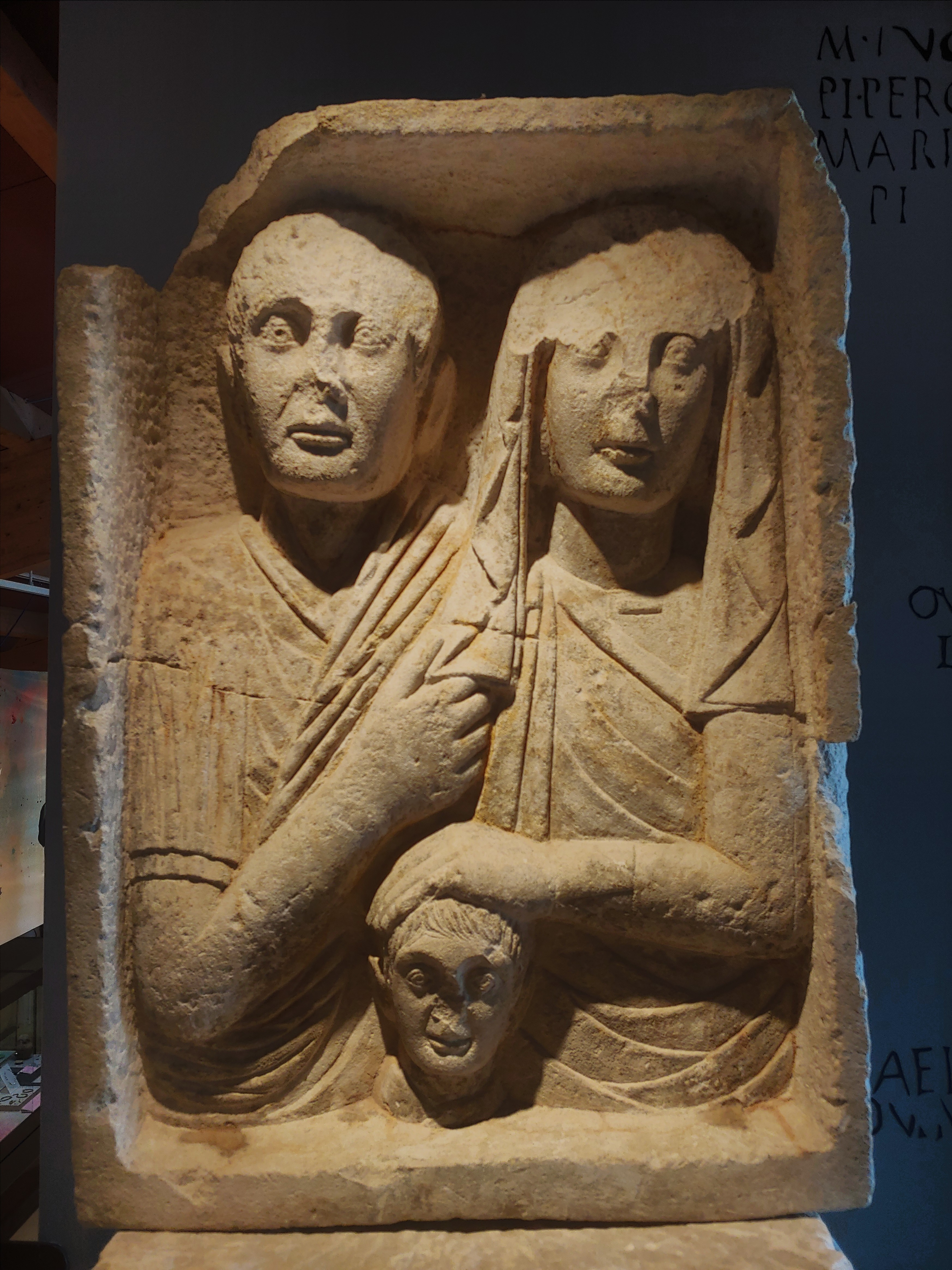
Stele funeraria di Lattara

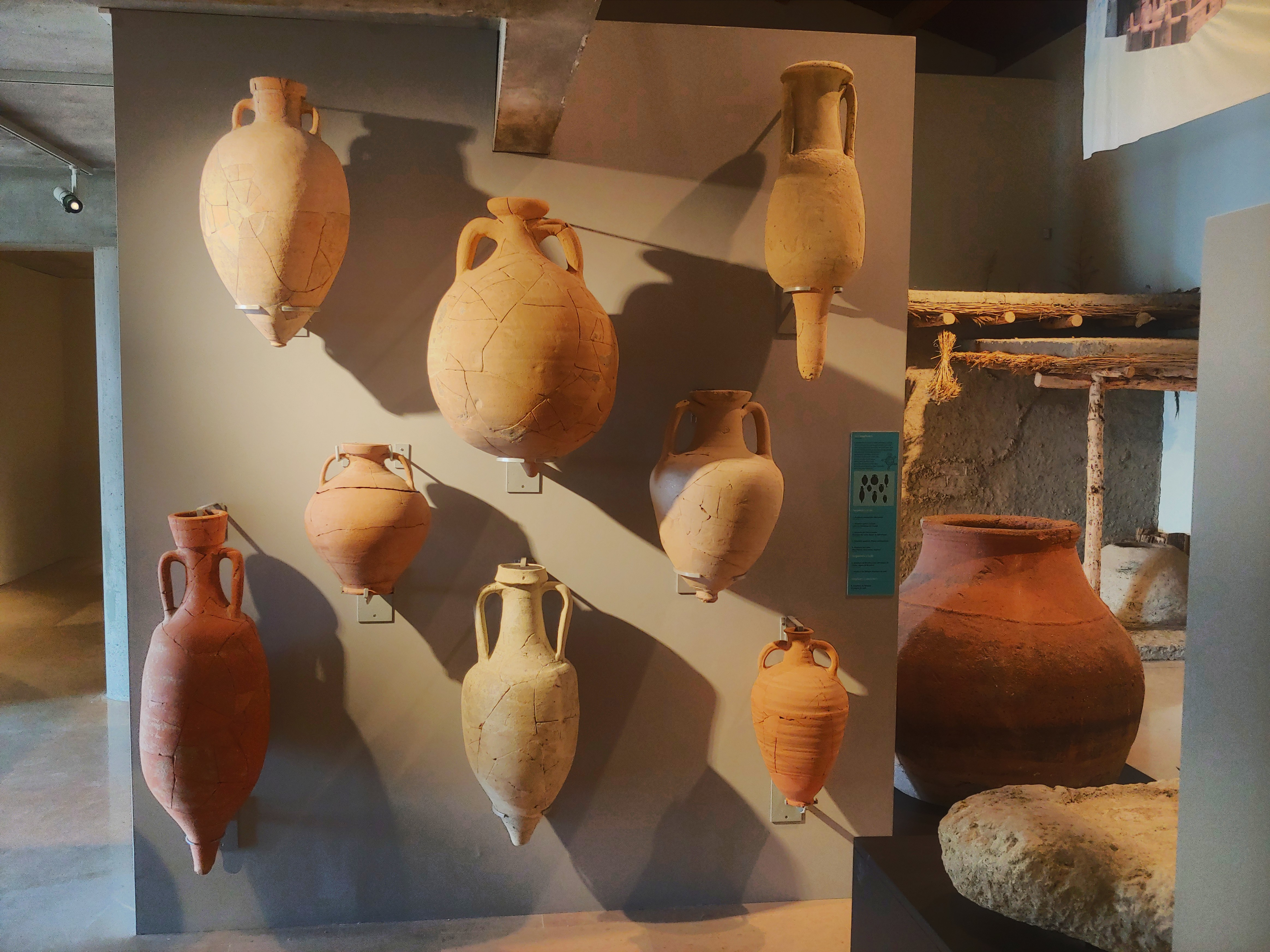
Anfore rinvenute nel sito di Lattara

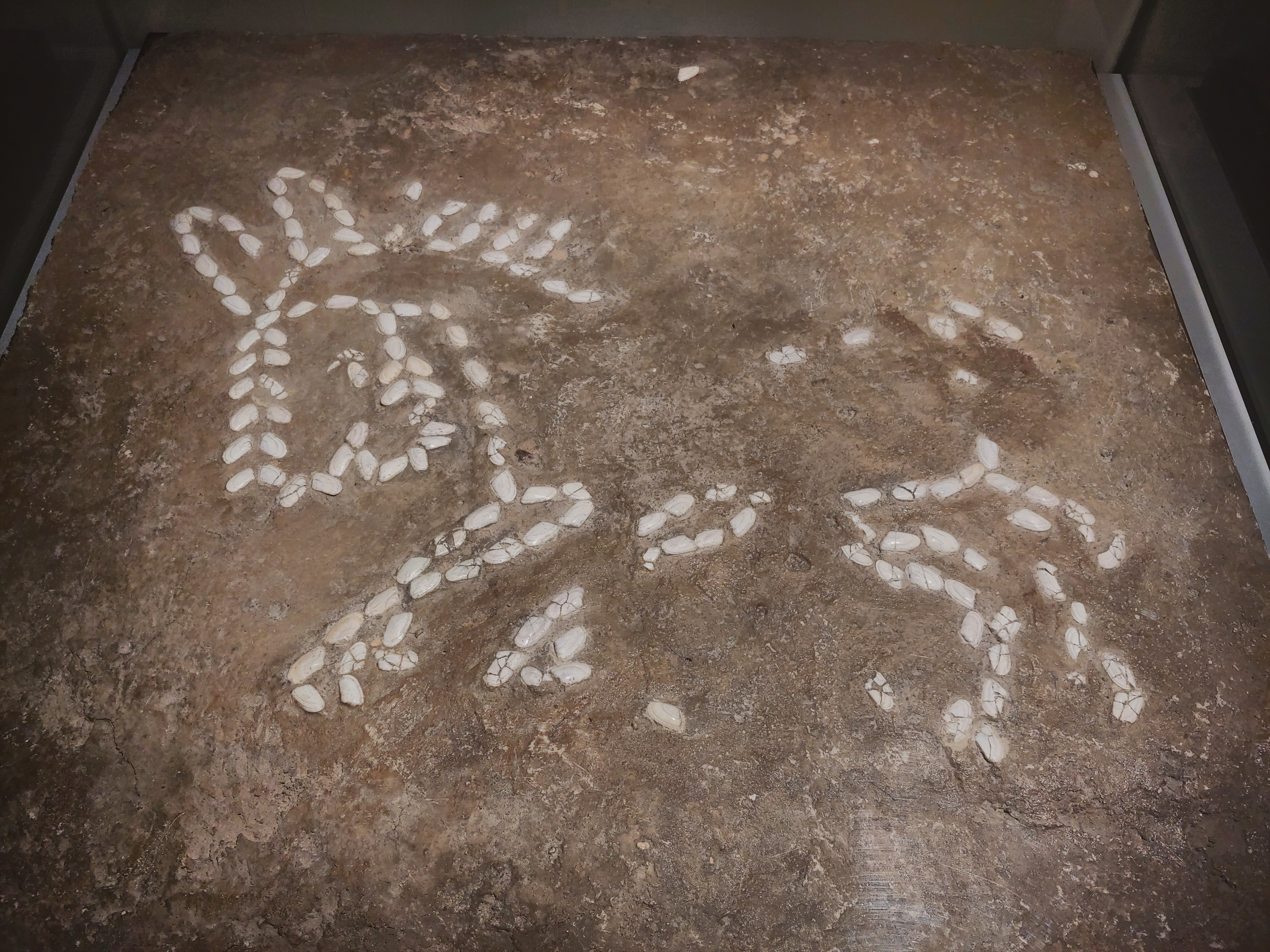
Decoro gallico realizzato con conchiglie.

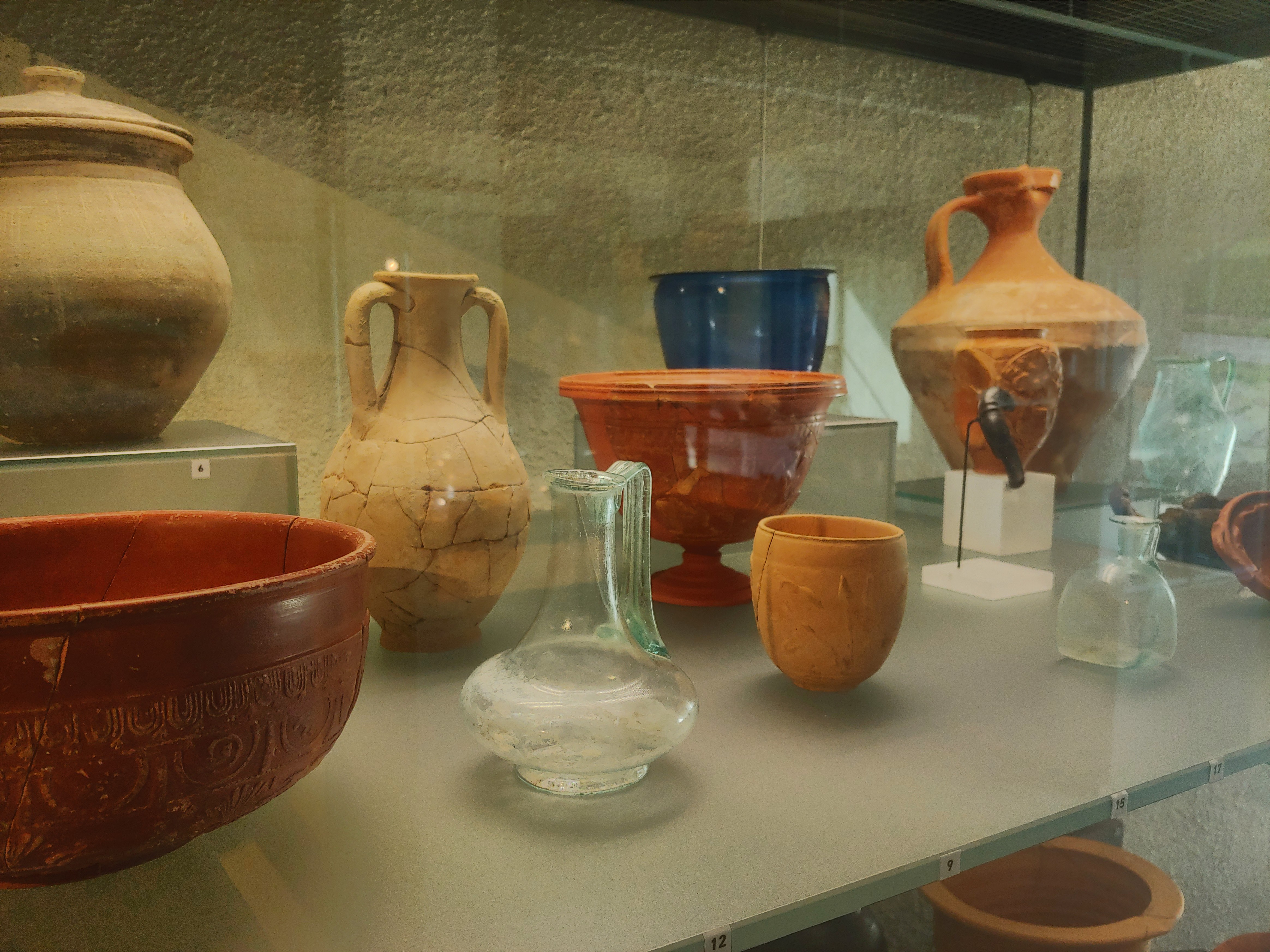
Fiasche galliche a Lattara.

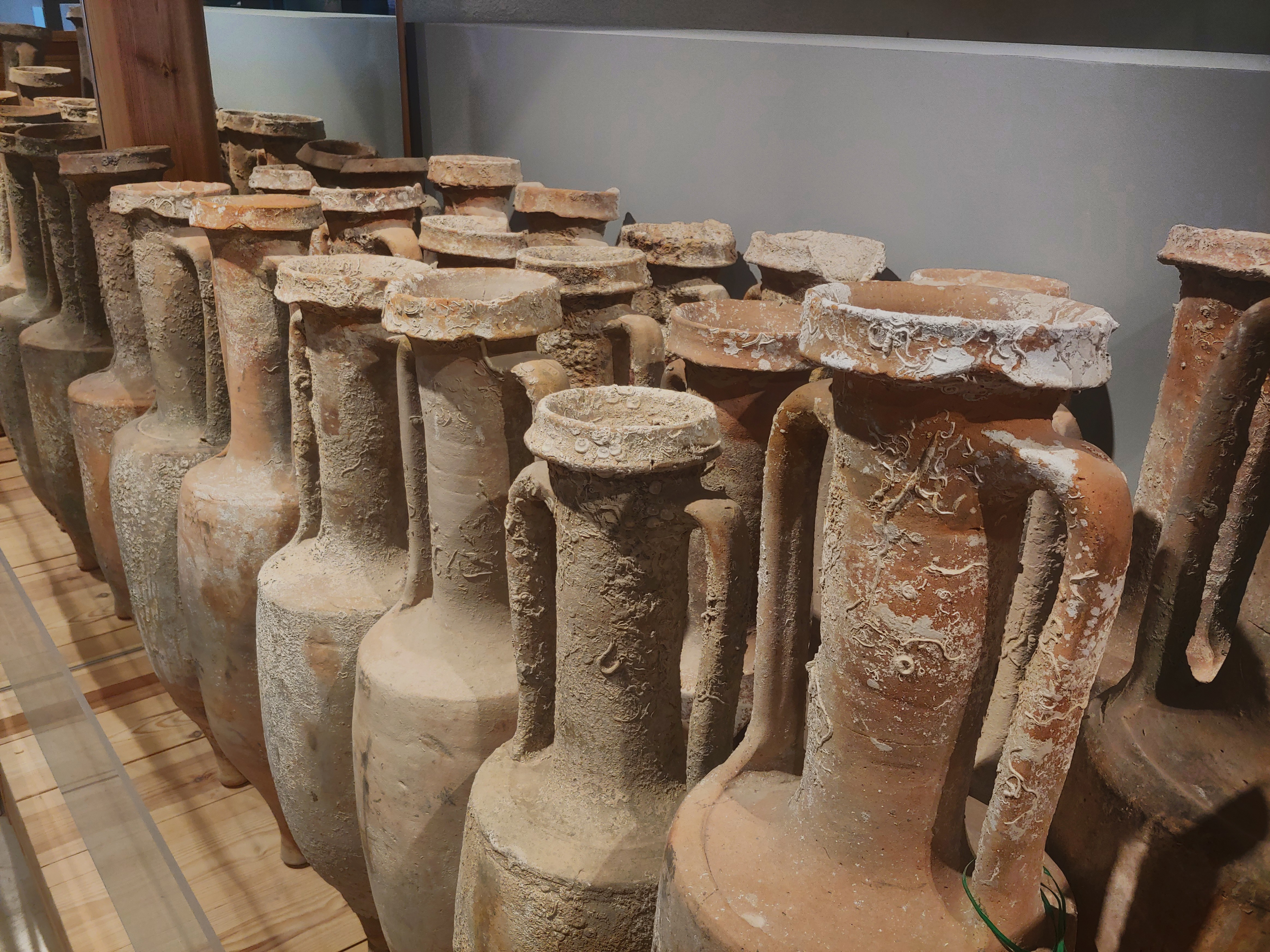
Anfore di Lattara.